# Rudolf Walter Zeitler
Rudolf Walter Zeitler (geboren am 28. April 1912 in Köln; gestorben am 8. Februar 2005 in Uppsala) war ein deutsch-schwedischer Kunsthistoriker.

## Leben
Rudolf Zeitlers Vater Eugen Zeitler (1880–1922) war Diplom-Ingenieur und starb zusammen mit seiner Frau Elsa Zeitler, geborene Kühn (1884–1922), bei einem Bergunfall in Berchtesgaden. Rudolf Zeitler wuchs danach mit seinen zwei jüngeren Geschwistern bei seinem jüdischen Großvater, dem Obermedizinalrat Moritz Kühn, in Kaiserslautern auf und setzte dort auch den Besuch des humanistischen Gymnasiums fort. Sein Großvater wurde in der Zeit des Nationalsozialismus entrechtet und 1940 in das Camp de Gurs deportiert, seine Tante im KZ Auschwitz ermordet. 1930 erhielt Rudolf Zeitler in Kaiserslautern sein Abitur und begann ein Universitätsstudium der Geschichte und Kunstgeschichte in München, Marburg und Berlin. Nach der Machtübergabe an die Nationalsozialisten 1933 floh er in die Tschechoslowakei, wo er das Studium fortsetzen konnte. 1936 wurde er bei Victor Ehrenberg in Prag mit einer Dissertation über Sophokles im Fach Alte Geschichte zum Dr. phil. promoviert. 1937 floh er angesichts der Sudetenkrise mit einem Stipendium weiter nach Schweden. Von 1939 bis 1954 lebte er dann in Uppsala.
Er fand Arbeit als Lehrer an einem Gymnasium in Uppsala und in Gregor Paulsson einen Mentor an der Universität Uppsala, bei dem er über Renaissancemedaillen 1954 zum Fil. dr. promoviert wurde. Zeitler schloss sich der Emigrantenorganisation Free German League of Culture an. Im Jahr 1946 publizierte er eine Monografie über Albrecht Dürer. 1947 wurde er Fil. Lic. und heiratete die Historikerin Hannelore Günthert (geboren 1919); sie hatten zwei Kinder (Sven-Georg und Andreas). Rudolf Zeitler habilitierte sich 1954 in Uppsala mit einer Arbeit über „Klassizismus und Utopia“, wurde dort im selben Jahr zum Privatdozenten und 1964 zum Professor für Kunstgeschichte ernannt. Er übersetzte Paulsson Werk „Die Soziale Dimension der Kunst“ ins Deutsche (1955) und brachte den deutschen Lesern mit Reclams Kunstführern die skandinavische Kunst nahe. Zwischen 1965 und 1977 gab er die kunsthistorische, wissenschaftliche Zeitschrift Figura heraus. Zeitler arbeitete zur „Neoklassik“ des 19. Jahrhunderts und verfasste 1966 in der Propyläen Kunstgeschichte den Band zum 19. Jahrhundert. Im Jahr 1977 wurde er emeritiert.

## Schriften (Auswahl)
- Sophokles und die Polis. Philosophische Dissertation Prag 1936 (Manuskript).
- Albrecht Dürer. Med inledning av Bertil Malmberg. Wahlström & Widstrand, Stockholm 1946.
- Stig Borglind: en svensk grafiker met oeuvrekatalog och 48 planscher. Geber, Stockholm 1948.
- Klassizismus und Utopia. Interpretationen zu Werken von David, Canova, Carstens, Thorwaldsen, Koch. Almquist & Wiksell, Stockholm 1954; zugleich Dissertation Uppsala 1954.
- Die Kunst des 19. Jahrhunderts (= Propyläen Kunstgeschichte. Band 11). Propyläen Verlag, Berlin 1966.
- Aufsätze zur Kunstwissenschaft. 1977.
- Dänemark. Kunstdenkmäler und Museen. Reclam, Stuttgart 1978 (= Reclams Kunstführer. Band Dänemark).
- Dänische Malerei 1800–1850 (= Seemann Kunstmappe). E. A. Seemann, Leipzig 1979.
- mit Hans Holländer und Gerd Wolandt: Studien zum Werk von A. Paul Weber. Christians, Hamburg 1979, ISBN 978-3-7672-0626-7.
- Schweden. Kunstdenkmäler und Museen. Reclam, Stuttgart 1985 (= Reclams Kunstführer. BandSchweden).
- mit Henrik Lilius: Reclams Kunstführer Finnland. Reclam, Stuttgart 1985.
- Skandinavische Kunst um 1900. Seemann, Leipzig 1990.